# Pavel Kadeřábek
Pavel Kadeřábek (ur. 25 kwietnia 1992 w Pradze) – czeski piłkarz występujący na pozycji prawego obrońcy w niemieckim klubie TSG 1899 Hoffenheim oraz w reprezentacji Czech.

## Kariera klubowa
Swoją karierę piłkarską Kadeřábek rozpoczął w klubie Sparta Praga. W 2009 roku stał się członkiem zespołu rezerw Sparty, występującego w drugiej lidze. Zadebiutował w nim 29 maja 2010 w zwycięskim 2:0 wyjazdowym meczu z FC Vítkovice.
W 2011 roku Kadeřábek został wypożyczony do Viktorii Žižkov. Swój debiut w Viktorii zanotował 21 sierpnia 2011 w przegranym 0:2 wyjazdowym meczu z FK Mladá Boleslav. Z Viktorią spadł do drugiej ligi.
W trakcie sezonu 2011/2012 Kadeřábek wrócił do Sparty Praga. 18 lutego 2012 zadebiutował w pierwszym zespole Sparty w zwycięskim 2:0 domowym spotkaniu z 1. FC Slovácko. W sezonach 2011/2012 i 2012/2013 wywalczył wicemistrzostwo Czech, a w sezonie 2013/2014 został mistrzem kraju. W 2014 roku zdobył też Puchar Czech.
W 2015 Kadeřábek przeszedł do TSG 1899 Hoffenheim.
| Sezon   | Klub                | Kraj   | Rozgrywki      | Mecze | Bramki |
| ------- | ------------------- | ------ | -------------- | ----- | ------ |
| 2009/10 | Sparta Praga B      | Czechy | II liga        | 2     | 0      |
| 2010/11 | Sparta Praga B      | Czechy | II liga        | 20    | 1      |
| 2011/12 | Sparta Praga B      | Czechy | II liga        | 12    | 1      |
| 2011/12 | Viktoria Žižkov     | Czechy | Gambrinus Liga | 11    | 0      |
| 2011/12 | Sparta Praga        | Czechy | Gambrinus Liga | 2     | 0      |
| 2012/13 | Sparta Praga        | Czechy | Gambrinus Liga | 19    | 2      |
| 2013/14 | Sparta Praga        | Czechy | Gambrinus Liga | 30    | 5      |
| 2014/15 | Sparta Praga        | Czechy | Gambrinus Liga | 25    | 3      |
| 2015/16 | TSG 1899 Hoffenheim | Niemcy | Bundesliga     | 28    | 0      |
| 2016/17 | TSG 1899 Hoffenheim | Niemcy | Bundesliga     | 23    | 0      |
| 2017/18 | TSG 1899 Hoffenheim | Niemcy | Bundesliga     | 28    | 2      |
| 2018/19 | TSG 1899 Hoffenheim | Niemcy | Bundesliga     | 29    | 3      |
| 2019/20 | TSG 1899 Hoffenheim | Niemcy | Bundesliga     | 30    | 2      |
| 2020/21 | TSG 1899 Hoffenheim | Niemcy | Bundesliga     | 20    | 0      |

## Kariera reprezentacyjna
Kadeřábek grał w młodzieżowych reprezentacjach Czech na różnych szczeblach wiekowych. W 2011 roku wystąpił z reprezentacją U-19 na Mistrzostwach Europy U-19, na których wywalczył wicemistrzostwo kontynentu.
W reprezentacji Czech Kadeřábek zadebiutował 21 maja 2014 w zremisowanym 2:2 towarzyskim meczu ze Finlandią, rozegranym w Helsinkach.